# Amyris stromatophylla
Amyris stromatophylla är en vinruteväxtart. Amyris stromatophylla ingår i släktet Amyris och familjen vinruteväxter.

## Underarter
Arten delas in i följande underarter:
- A. s. moaensis
- A. s. stromatophylla
- A. s. yumuriensis